# آوی کوآمه
آوی کوآمه (به انگلیسی: Spirit Mountain) یک کوه در ایالات متحده آمریکا است که در نوادا واقع شده‌است. آوی کوآمه ۱٬۷۱۹٫۷ متر بالاتر از سطح دریا واقع شده‌است.